# Tatsuyuki Maeda
Pour les articles homonymes, voir Maeda.
Tatsuyuki Maeda (前田 龍之) est un compositeur japonais de musique de jeux vidéo connu pour son travail avec la société Sega. Il est né le 11 juin 1968 à Tokyo.

## Ludographie
- Sonic the Hedgehog 3 (1994) : concepteur sonore
- Sonic and Knuckles (1994) : concepteur sonore
- Astal (1995) : compositeur
- Panzer Dragoon (1995) : vocal
- Sonic 3D Flickies' Island (1996) : compositeur
- Dragon Force (1996) : compositeur
- Sonic Adventure (1998) : effets sonores
- Skies of Arcadia (2000) : compositeur et effets sonores
- Sonic Advance (2001) : créateur sonore
- Gunvalkyrie (2002) : créateur sonore
- Shinobi (2002) : créateur sonore
- Sonic Advance 2 (2002) : son
- Drag-On Dragoon (2003) : effets sonores
- Sonic Battle (2003) : créateur sonore
- Sonic Heroes (2003) : effets sonores
- Sonic Pinball Party (2003) : créateur sonore
- Sonic Advance 3 (2004) : créateur sonore
- Yoshi's Universal Gravitation (2004) : son
- Sonic Gems Collection (2005) : créateur sonore
- Sonic and the Secret Rings (2007) : effets sonores
- Nights: Journey of Dreams (2007) : compositeur et arrangeur